# Rebeka Masarova

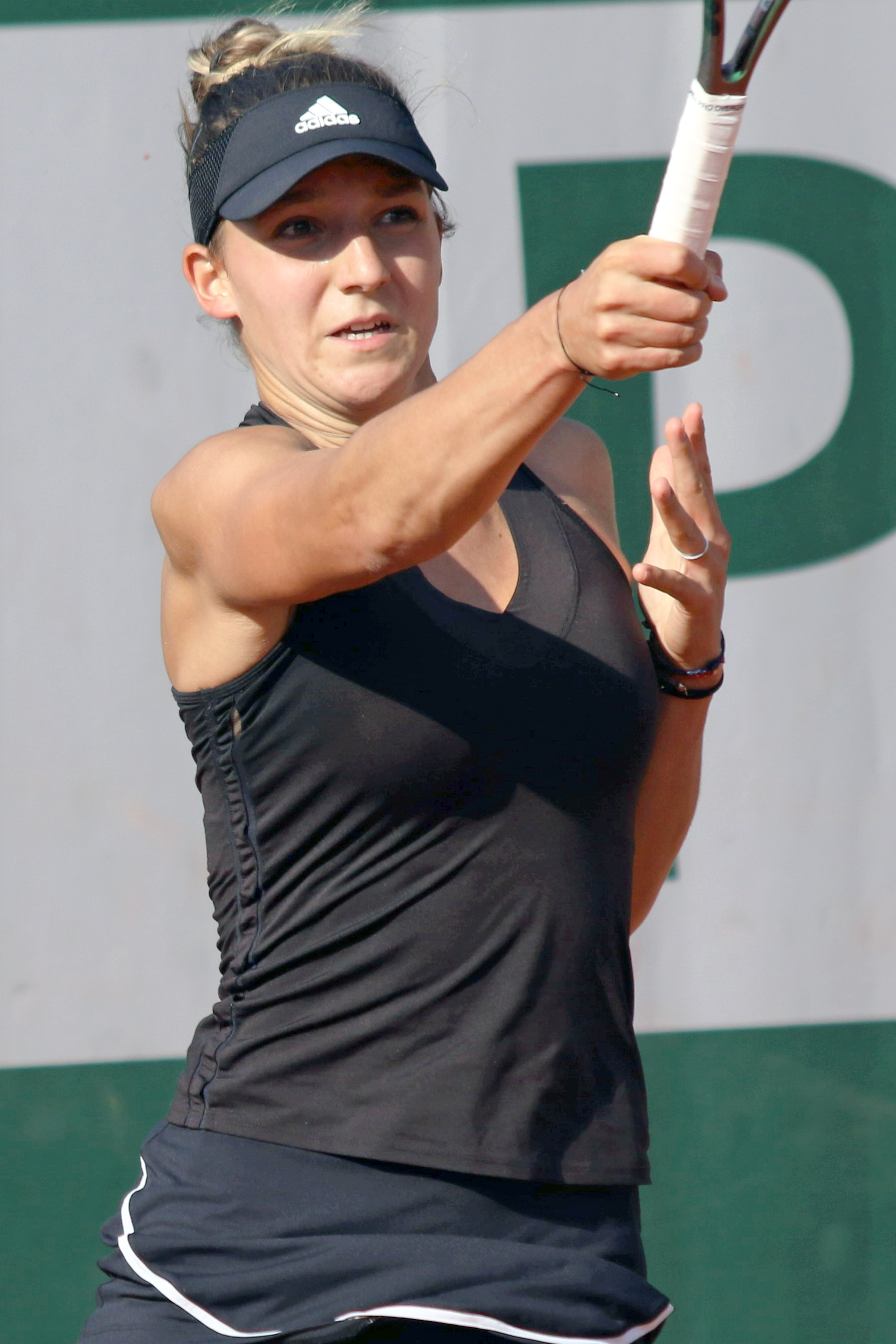
Roland Garros 2022 (kwalificatie)

Rebeka Masarova (Bazel, 6 augustus 1999) is een tennisspeelster uit Zwitserland. Sinds januari 2018 komt zij uit voor Spanje. Masarova begon op vijfjarige leeftijd met tennis, naar eigen zeggen nadat haar landgenoot Roger Federer het jaar ervoor Wimbledon won. Haar favoriete ondergrond is hardcourt. Zij speelt rechtshandig en heeft een tweehandige backhand. Zij is actief in het internationale tennis sinds 2013.

## Loopbaan
In 2016 won zij de finale van het juniorentoernooi van Roland Garros, door Amanda Anisimova met tweemaal 7–5 te verslaan. Op het WTA-toernooi van Gstaad 2016, waar zij met een wildcard was toegelaten, bereikte zij de halve finale – achtereenvolgens versloeg zij het tweede reekshoofd Jelena Janković, Anett Kontaveit en vijfde reekshoofd Annika Beck. Op het juniorentoernooi van het Australian Open 2017 bereikte zij nogmaals een grandslamfinale – in de derde set was de veertienjarige Marta Kostjoek te sterk voor haar.
In 2021 had Masarova haar grandslamdebuut op het US Open, waar zij ook haar eerste grandslampartij won.
In januari 2022 kwam zij binnen op de top 150 van de wereldranglijst. Zij stond in juni 2022 voor het eerst in een WTA-finale, op het dubbelspeltoernooi van Valencia, samen met landgenote Aliona Bolsova – hier veroverde zij haar eerste titel, door het koppel Aleksandra Panova en Arantxa Rus te verslaan. Zij stond in juli voor het eerst in een WTA-enkelspelfinale, op het toernooi van Båstad – zij verloor van de Koreaanse Jang Su-jeong. In november won zij haar achtste ITF-dubbelspeltitel, in Madrid – daarmee kwam zij ook in het dubbelspel binnen op de mondiale top 150.
In januari 2023 bereikte Masarova als kwalificante de finale op het WTA-toernooi van Auckland – daarmee trad zij toe tot de mondiale top 100 van het enkelspel.

### Tennis in teamverband
In de periode 2021–2023 maakte Masarova deel uit van het Spaanse Fed Cup-team – zij vergaarde daar een winst/verlies-balans van 3–4.

## Persoonlijk
Masarova's vader kwam in 1968 uit Tsjecho-Slowakije; haar moeder komt uit Spanje. Zij spreekt Slowaaks met haar familie, en bezit een Spaans paspoort. Doordat zij vijf jaar in Barcelona heeft gewoond, spreekt zij ook Spaans, naast Engels.

## Posities op deWTA-ranglijst
Positie per einde seizoen:
| jaar | rang enkelspel | rang dubbelspel |
| ---- | -------------- | --------------- |
| 2013 | –              | 1016            |
| 2016 | 322            | 948             |
| 2017 | 439            | 667             |
| 2018 | 760            | 1156            |
| 2019 | 564            | 305             |
| 2020 | 717            | 337             |
| 2021 | 162            | 269             |
| 2022 | 132            | 189             |
| 2023 | 65             | 158             |

## Resultaten grandslamtoernooien
| Legenda | Legenda                          |
| ------- | -------------------------------- |
| g.t.    | geen toernooi gehouden           |
| l.c.    | lagere categorie                 |
| –       | niet deelgenomen                 |
| G       | uitgeschakeld in de groepsfase   |
| 1R      | uitgeschakeld in de eerste ronde |
| 2R      | uitgeschakeld in de tweede ronde |
| 3R      | uitgeschakeld in de derde ronde  |
| 4R      | uitgeschakeld in de vierde ronde |
| KF      | uitgeschakeld in de kwartfinale  |
| HF      | uitgeschakeld in de halve finale |
| F       | de finale verloren               |
| W       | het toernooi gewonnen            |
| w-v     | winst/verlies-balans             |

### Enkelspel
| toernooi        | 2021 | 2022 | 2023 | 2024 |
| --------------- | ---- | ---- | ---- | ---- |
| Australian Open | –    | –    | –    | 2R   |
| Roland Garros   | –    | –    | 1R   |      |
| Wimbledon       | –    | 1R   | 2R   |      |
| US Open         | 2R   | –    | 2R   |      |

### Vrouwendubbelspel
| toernooi        | 2023 | 2024 |
| --------------- | ---- | ---- |
| Australian Open | –    | 2R   |
| Roland Garros   | 1R   |      |
| Wimbledon       | 2R   |      |
| US Open         | 2R   |      |

## Palmares
| Legenda                 |
| ----------------------- |
| Grandslamtoernooi       |
| Olympische Spelen       |
| Year-End Championships  |
| Premier Mandatory       |
| Premier Five / WTA 1000 |
| Premier / WTA 500       |
| International / WTA 250 |
| Challenger / WTA 125    |

### WTA-finaleplaatsen enkelspel
| nr.              | finale     | toernooi                | ondergrond | tegenstandster      | score         |         |
| ---------------- | ---------- | ----------------------- | ---------- | ------------------- | ------------- | ------- |
| gewonnen finales |            |                         |            |                     |               |         |
| geen             |            |                         |            |                     |               |         |
| verloren finales |            |                         |            |                     |               |         |
| 1.               | 2022-07-09 | WTA Båstad              | gravel     | Jang Su-jeong       | 6-3, 3-6, 1-6 | details |
| 2.               | 2023-01-08 | WTA Auckland            | hardcourt  | Cori Gauff          | 1-6, 1-6      | details |
| 3.               | 2024-04-07 | WTA La Bisbal d'Empordà | gravel     | María Lourdes Carlé | 6-3, 1-6, 2-6 | details |
| 4.               | 2025-05-03 | WTA Vic                 | gravel     | Dalma Gálfi         | 3-6, 0-6      | details |

### WTA-finaleplaatsen vrouwendubbelspel
| nr.              | finale     | toernooi                | ondergrond | partner        | tegenstandsters                  | score    |         |
| ---------------- | ---------- | ----------------------- | ---------- | -------------- | -------------------------------- | -------- | ------- |
| gewonnen finales |            |                         |            |                |                                  |          |         |
| 1.               | 2022-06-12 | WTA Valencia            | gravel     | Aliona Bolsova | Aleksandra Panova Arantxa Rus    | 6-0, 6-3 | details |
| verloren finales |            |                         |            |                |                                  |          |         |
| 1.               | 2023-06-10 | WTA La Bisbal d'Empordà | gravel     | Aliona Bolsova | Caroline Dolehide Diana Sjnajder | 6-7, 3-6 | details |